# تاتسوهيكو نوغوشي
تاتسوهيكو نوغوشي (باليابانية: 野口 竜彦) (مواليد 20 نوفمبر 1997) هو لاعب كرة قدم ياباني.

## وصلات خارجية
- تاتسوهيكو نوغوشي على موقع رابطة كرة القدم اليابانية للمحترفين (اليابانية)
- تاتسوهيكو نوغوشي على موقع قاعدة بيانات كرة القدم.إي يو (الإنجليزية)
- تاتسوهيكو نوغوشي على موقع Soccerway.com (الإنجليزية)
- تاتسوهيكو نوغوشي على موقع عالم كرة القدم.نت (الإنجليزية)